# Innokenti Samokhvalov
Bản mẫu:Eastern Slavic name
Innokenti Sergeyevich Samokhvalov (tiếng Nga: Иннокентий Сергеевич Самохвалов; sinh ngày 3 tháng 10 năm 1997) là một cầu thủ bóng đá người Nga thi đấu cho FC Tekstilshchik Ivanovo.

## Sự nghiệp câu lạc bộ
Anh có màn ra mắt tại Giải bóng đá chuyên nghiệp quốc gia Nga cho FC Tekstilshchik Ivanovo vào ngày 18 tháng 8 năm 2017 trong trận đấu với SFC CRFSO Smolensk.

## Đời sống cá nhân
Các anh trai của anh, Nikita Samokhvalov và Vasili Samokhvalov cũng là các cầu thủ bóng đá.